# 6185 Міцума
6185 Міцу́ма (6185 Mitsuma; тимчасові позначення: 1987 YD, 1951 WB2, 1992 FY) — астероїд головного поясу.
Тіссеранів параметр щодо Юпітера — 3,529.
Названий на честь японського астронома Сігео Міцуми.